# Collodes nudus
Collodes nudus är en kräftdjursart som beskrevs av William Stimpson 1871. Collodes nudus ingår i släktet Collodes och familjen Inachoididae. Inga underarter finns listade i Catalogue of Life.